# Cyclogénèse

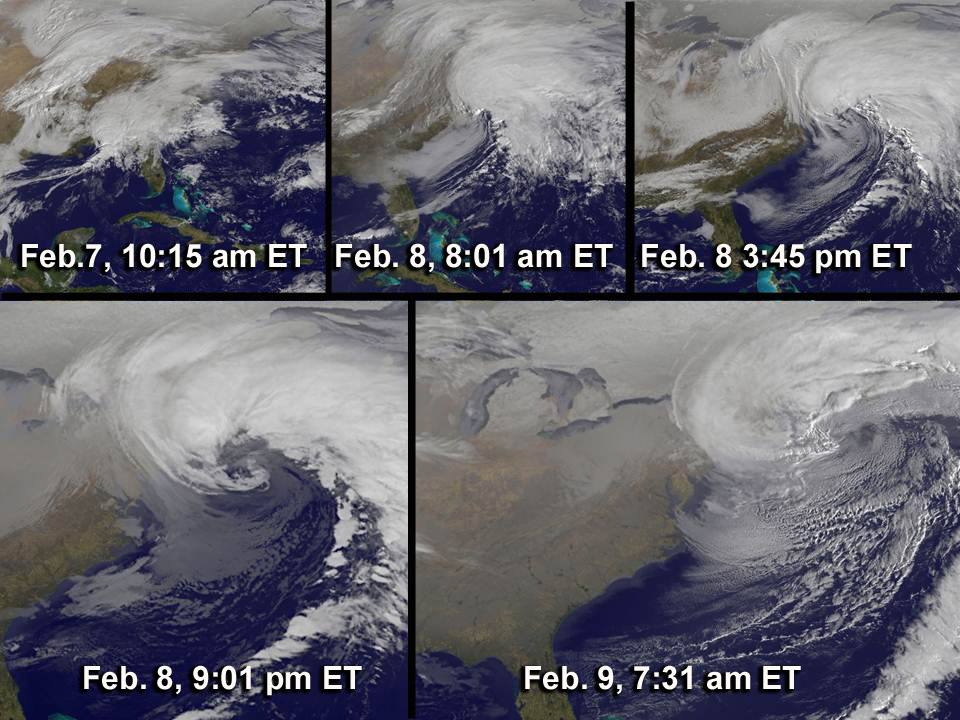
Collage des différentes étapes dans la cyclogénèse d'une dépression des latitudes moyennes.

La cyclogénèse ou cyclogenèse est le développement ou l'intensification d'une circulation cyclonique dans l'atmosphère qui mène à la formation d'une dépression (météorologie). Son opposé est la cyclolyse et son équivalent pour la formation d'anticyclones est l'anticyclogénèse. La cyclogénèse s'applique à la formation des dépressions des latitudes moyennes, ou extra-tropicales, dont la dynamique est le résultat de la divergence des vents des niveaux supérieurs de la troposphère dans des zones de contrastes thermiques appelés fronts météorologiques.
La cyclogénèse des latitudes moyennes repose donc sur un cœur central froid dans la dépression, celle-ci se développant du côté froid du front. La formation des dépressions tropicales est elle dépendante de la forte convection qui s'organise autour d'un centre sans présence de creux barométriques (ou thalweg) ni fronts aux alentours et le cœur de la dépression est donc chaud. Ce sujet est traité dans la cyclogénèse tropicale.

## Échelle du phénomène

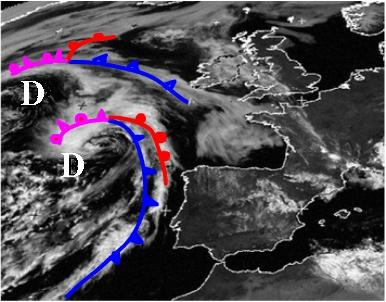
Dépressions (D) et fronts tracés sur une image des nuages par satellite

C'est toujours par une phase de cyclogénèse que commence le développement des divers types de perturbations à l'échelle synoptique (plus de 1 000 km de diamètre). Cette phase s'enclenche cependant par un processus de résolution de l'instabilité thermique et dynamique, à laquelle est soumise la région atmosphérique englobant le cyclone, à des échelles inférieures. Les caractéristiques de ce processus varient très sensiblement suivant la zone méridienne où se place cette région et l'environnement initial qu'y rencontre le cyclone. En général, un creux d'altitude passant dans une zone favorable au développement créera une circulation ayant quelques centaines de kilomètres mais qui prendra des dimensions synoptiques avec le temps.

## Modèle norvégien

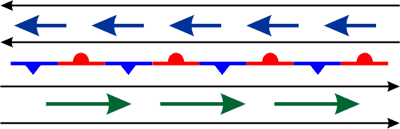
Front stationnaire

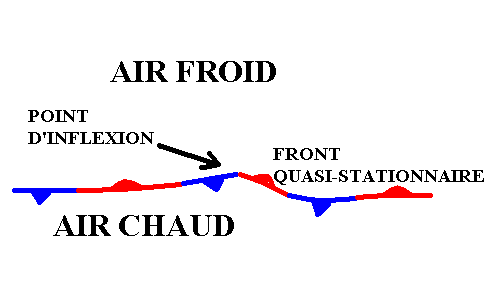
Point d'inflexion se formant le long du front

Cyclonisation et développement

Maturité

Occlusion

Dissipation

L'école norvégienne de météorologie a développé un modèle idéalisé de formation, maturation et mort des dépressions des latitudes moyennes durant la Première Guerre mondiale. En 1919, ces météorologues ont publié les résultats de leurs recherches fondés presque exclusivement sur des observations de surface et seulement quelques sondages d'altitude. Ce concept s'est graduellement répandu dans le monde,. Le point principal de ce modèle est que ce processus est prévisible alors que la dépression progresse à travers la frontière frontale et entre graduellement dans la masse d'air froid. Une ondulation initiale du flux d'air se forme le long de la frontière entre l'air chaud et l'air froid du côté l'air chaud. La rotation cyclonique se retrouve graduellement dans l'air froid à mesure que les systèmes deviennent matures et qu'une nouvelle onde frontale s'en éloigne avec les fronts. Les images de droite montrent la progression de la cyclogénèse allant des précurseurs au stade de dissipation. Au XXIe siècle, la théorie norvégienne est largement dépassée.

### Précurseurs
La première image montre un front stationnaire entre deux masses d'air ayant des températures et humidité différentes. Les vents sont parallèles au front et aucun échange ne se produit. Cette situation est relativement instable puisque des vents auront tendance à se développer à travers la zone de contraste thermique pour égaliser les températures. Il suffit d'une perturbation passant dans le secteur pour induire un point d'inflexion, comme dans la deuxième figure, qui donnera une circulation cyclonique en se développant.
La dépression de surface peut se former de différentes façons, :
- un creux de basse pression passant en altitude crée une divergence. Cette dernière engendre un mouvement vertical pour remplacer l'air et crée à la surface une convergence des vents vers la zone frontale ;
- la topographie peut forcer l'air de surface et lui donner une composante à travers la zone frontale ;
- un système convectif de mésoéchelle peut développer une dépression même si on se trouve dans une masse d'air isotrope[5] et cette perturbation peut générer sa propre onde frontale en rencontrant une zone frontale le long de son chemin.

### Développement
Autour de la dépression, figure 3, le flux d'air est cyclonique, c'est-à-dire que la rotation amène l'air doux de la masse chaude vers les pôles et l'air froid vers l'équateur quel que soit l'hémisphère (voir Circulation atmosphérique). Ceci transforme ainsi la zone frontale stationnaire en un front chaud et un front froid dans le quadrant sud de la dépression. Habituellement, l'advection froide causée par le front froid est plus grande que celle du front chaud et le premier rattrape graduellement le second,.
Ceci est expliqué dans le modèle norvégien par le fait que l'air froid plus dense est difficile à déloger. Ainsi l'air doux du secteur chaud est repoussé en altitude le long du front chaud et n'érode que lentement l'air froid de surface ce qui permet au front froid en mouvement de le rattraper,. Ce déplacement crée un mouvement vertical de l'air chaud et l'humidité se condense finalement pour donner des nuages et ensuite des précipitations (zone verte).

### Maturité
À ce stade, la dépression atteint le maximum de son développement et les deux fronts sont incurvés dans la direction de leur progression, comme les voiles d'un bateau,. On appelle secteur chaud, la partie située entre le front froid et le front chaud. Cette partie est la plus chaude du système dépressionnaire. Les isobares sont très serrées donnant une intense circulation. Les mouvements verticaux sont également à leur maximum produisant le maximum de précipitations.

### Occlusion
Le système dépressionnaire se déplace toujours, mais un ralentissement commence à se faire sentir. Lorsque le front froid rejoint le front chaud, il commence à repousser l'air doux en altitude près de la dépression. Une partie de cet air est alors forcée de s'élever, créant front occlus et trowal,. À ce stade, l'air chaud est presque complètement coupé de la surface dans la dépression. La frontolyse laisse une circulation cyclonique dans l'air froid situé sous le creux d'air chaud. Il s'ensuit, au centre, une remontée de la pression et un affaiblissement tel, que le système deviendra stationnaire dans bien des cas.

### Dissipation
Plus l'occlusion progresse, plus l'air chaud de surface devient découplé de la dépression. L'air chaud est maintenant bien au sud-est du système, alors qu'à faible altitude une faible circulation cyclonique persiste en présence d'un creux. De plus, l'énergie potentielle disponible dans la masse d'air suit le secteur chaud ce qui sonne le glas de la dépression,.

## Modèle de Shapiro-Keyser

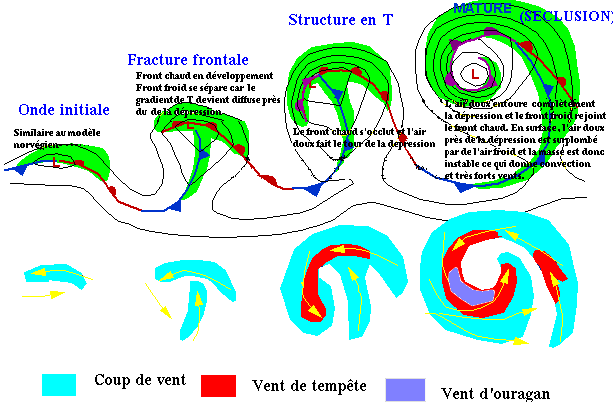
Cyclogénèse de Shapiro-Keyser

Avec l'avènement des radiosondages et des photos satellites, les météorologues se sont aperçus que le comportement des systèmes dépressionnaires ne correspondait pas exactement au modèle norvégien. Shapiro et Keyser ont proposé une variante en 1990. Ils se sont rendu compte que le front froid semblait se détacher durant la phase de maturation de la dépression lorsque le flux d'altitude était fortement confluent. La température autour de cette dernière s'homogénéisait derrière le front chaud. Éventuellement l'air doux fait le tour de la dépression dans ce qu'ils ont appelé la séclusion au lieu d'une occlusion conventionnelle. L'air doux en surface dans ce secteur est surmonté d'air froid et devient très instable. De la convection se développe et le gradient de pression est très serré menant à des vents violents.
L'image ci-contre montre les étapes de ce modèle de cyclogenèse. La partie vraiment différente de celle du modèle norvégien est l'occlusion en T où le front froid se détache de la dépression et de la partie de séclusion instable alors que le premier modèle décrit la dépression occluse comme tendant vers la stabilité.

### Séclusion
Comme le dégagement de flux de chaleur latente dans une séclusion chaude est important pour son développement et son intensification, la plupart des séclusions se produisent au-dessus des océans à des latitudes élevées. Elles peuvent avoir un impact sur les nations côtières avec des vents de force ouragan et des pluies torrentielles ou des chutes de neige importantes,.
Dans tous les bassins tropicaux, à l'exception du nord de l'océan Indien, la transition extratropicale d'un cyclone tropical peut entraîner une réintensification dans la séclusion chaude. Par exemple, les ouragans Maria en 2005 et Cristobal en 2014, se sont chacun réintensifiés en un système barocline fort et ont formé une séclusion chaude à maturité,.

### Courant-jet d'occlusion
Le courant-jet d'occlusion est une zone réduite de vents très forts et turbulents près de la surface dans le quadrant sud-ouest d'une dépression en occlusion rapide par la descente du courant-jet des niveaux moyens. Elle est marquée par un renforcement du gradient de pression, qui se forme juste à l'arrière et au sud d'un système actif des latitudes tempérées en phase terminale d'un développement rapide. Ce courant se développe dans le dernier stade du modèle de cyclogenèse de Shapiro-Keyser. Ces vents soufflent dans une zone où le ciel se dégage le long d'un corridor incurvé sur les images d'un satellite météorologique et lui a valu le nom de « Sting jet » en anglais pour sa ressemblance avec la forme de l'aiguillon d'un scorpion.

## Modèle des ceintures d'écoulement

Le modèle des ceintures d’écoulement divise les flux autour d'une dépression en trois ceintures de transport : ceinture chaude, ceinture froide et ceinture sèche. En vert sont indiqués les zones de confluence.

Le modèle des ceintures d'écoulement est un complément du modèle norvégien développé lorsque les photos des satellites météorologiques ont permis de suivre le mouvement en trois dimensions des nuages. Il met en évidence d'importants processus atmosphériques qui peuvent être avantageux pour effectuer la prévision météorologique. Il peut ainsi être utilisé pour déterminer la répartition générale de la température, évaluer l'ampleur de la couverture nuageuse, prévoir le retour de l’air humide, évaluer la stabilité de l'air, faire la prévision des vents, localiser les endroits propices à la cyclogenèse et comprendre la structure tridimensionnelle de l'atmosphère.
Au lieu d'utiliser seulement les fronts comme dans le modèle norvégien, il considère l'écoulement de l'air en mouvement vertical à l'échelle des dépressions, dite synoptique. Celui-ci obéit à l'équilibre hydrostatique et à un processus adiabatique (sans échange de chaleur avec l'environnement) ce qui permet de suivre les parcelles d'air montant ou descendant par l’analyse isentropique. Un système typique des latitudes moyennes contient ainsi trois principaux courants d’air d’origine tout à fait différents. Deux de ces courants proviennent des bas niveaux et le troisième arrive de la haute troposphère à l’ouest de l’axe du creux barométrique d'altitude. Ces trois ceintures de transport, telles que définies par Carlson par leur température potentielle équivalente ({\displaystyle \theta _{e}}) sont :
- Ceinture chaude (θe relativement élevée)
- Ceinture froide (θe relativement plus faible)
- Ceinture sèche (initialement le courant sec et donc ayant la plus faible valeur de θe)

La ceinture d’écoulement chaude amène de l'air chaud et humide depuis les basses latitudes à l'est de la dépression de surface. L'air se dirigeant vers cette dernière doit graduellement tourner pour devenir du secteur sud dans l'hémisphère nord (du secteur nord dans hémisphère sud) vers le front chaud à bas niveau pour s’écouler à peu près parallèlement au front froid. En changeant ainsi de direction, l'air se trouve à être concentré ce qui le force ensuite à s’élever adiabatiquement, gardant la même température potentielle équivalente, en se dirigeant vers le front chaud et donne les nimbostratus du front chaud.
La ceinture d’écoulement froide prend son origine dans l’écoulement anticyclonique à bas niveau à l’avant de la dépression en surface. Cet air s’approche de la dépression et s’élève rapidement pendant son déplacement vers la dépression depuis la région en dessous de la ceinture d’écoulement chaude. Il continue à s’élever et tourne anticycloniquement avec la circulation à plus haute altitude. Les nuages à bas et à moyens niveaux associés à la partie de la ceinture d’écoulement froide située près de la dépression en surface forment l’extension arrière de la tête de la virgule dans un système mature du modèle norvégien.
Le courant sec, provenant dans la haute troposphère loin derrière la dépression en surface, est plus dense et descend de façon isentropique vers la basse troposphère dans le creux d'altitude vers le front front à l'ouest de la ceinture chaude. Il est caractérisé par l'assèchement des nuages et la présence du courant-jet.

## Dynamique
Les modèles norvégiens, de Sapiro-Keyser et des ceintures d'écoulement sont purement descriptifs et reposent sur certaines hypothèses que l'étude de la dynamique des fluides a modifiées. En fait, les météorologistes norvégiens travaillaient déjà sur une explication mathématique de ce qui intensifie le mouvement des fronts, soit la différence de mouvement vertical selon les lois de la thermodynamique. Cela se produit lorsque l'advection froide est plus grande que la chaude dans le système dépressionnaire et non que l'air chaud monte sur l'air froid le long des fronts. L'étude du comportement de l'atmosphère s'est intensifiée avec la prise régulière de données en altitude par radiosondage à partir des années 1920, et plus tard par les satellites météorologiques.

### Forces en jeu

Une converge à bas niveau surplombée de diverge en altitude cause le mouvement vertical.

Ainsi les équations primitives de la météorologie ont été développées. Elles montrent que la cyclogénèse dépend de tout le mouvement dans la colonne d'air et des variations de la force du vent. Comme il est montré dans l'image de droite, l'air doit converger près du sol et diverger en altitude pour créer un mouvement vertical dans la colonne d'air ce qui permet la montée d'air humide qui se condense en nuages et donne des précipitations dans une dépression. L'arrangement inverse doit exister dans un anticyclone.

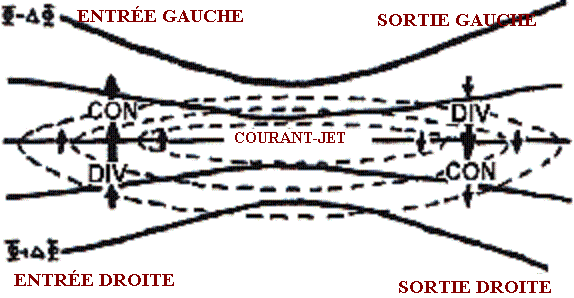
L'air converge (CON) ou diverge (DIV) aux entrées et sorties du courant-jet

En altitude ces zones de convergence et de divergence se trouvent autour des courants-jets. En effet, les vents au cœur du courant-jet sont plus forts qu'autour de celui-ci. Lorsqu'il se déplace, on a une accumulation d'air dans la zone d'où il s'approche et une perte dans celle qu'il délaisse. Dans les quadrants de divergence, on a une perte d'air en altitude ce qui crée un appel d'air des couches inférieures et génère une convergence en surface pour compenser. Ce processus donne deux choses: une diminution de la pression à la surface, car la masse de la colonne d'air à cet endroit est moindre, et la rotation cyclonique de l'air, à cause de la déviation par la force de Coriolis donnant une circulation décrite par l'équilibre géostrophique.
Donc le modèle norvégien est la conséquence des mouvements dans l'atmosphère plutôt que son moteur. Cependant, il est très utile pour décrire l'évolution des dépressions et c'est pourquoi les présentations météorologiques dans les médias en font encore abondamment usage. Il faut se rappeler que le mauvais temps est souvent décalé de la position des fronts car le mouvement vertical n'est pas nécessairement le long de ceux-ci.

### Développement classique vu dynamiquement

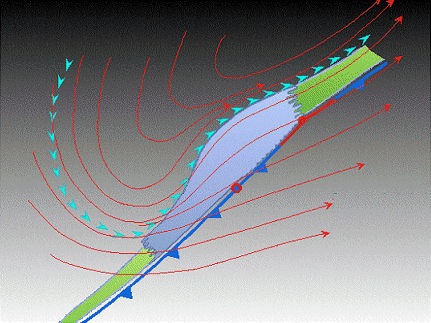
Un creux d'altitude (lignes en rouge) se déplace vers un front stationnaire. Ce dernier est perpendiculaire à des nuages ayant une forme de feuille (zone bleue) dans les images satellites. Le creux d'onde courte modifie la circulation de surface pour former des zones de front chaud et de front froid. Le point d'inflexion de ces fronts est l'onde frontale initiale qui se développe au cercle rouge. Le courant-jet est indiqué par les flèches en bleu pâle

L'image de gauche montre un creux d'altitude avec un courant-jet passant au-dessus d'un front stationnaire en surface. La vitesse du vent varie dans le jet, donnant des zones de convergence et de divergence aux entrées et sorties. Une dépression à cyclogénèse classique dans les latitudes moyennes se forme ainsi à la suite de la rencontre d’une feuille barocline et d’une masse d’air polaire lorsqu'une onde courte météorologique passe dans le flux d'altitude. Ce système dépressionnaire se situe le plus souvent près d’une zone d’accélération d’un courant-jet d’altitude à 300 hPa. Il est également parfois nommé système dépressionnaire à développement à gauche parce qu'il se développe dans la sortie gauche du courant-jet.
Initialement, la feuille barocline, ou front stationnaire, et l'air polaire sont séparés le long d'une ligne droite. La température au sommet de la feuille barocline est ainsi plus élevée que celle de la masse d’air polaire ce qui donne une pente du front vers l'air polaire. Un creux barométrique en surface se forme sous au passage d'une zone de divergence en altitude causée par l’arrivée d’un courant-jet. La feuille barocline, ainsi que la masse d’air polaire, tournent alors de manière cyclonique lorsqu’elles entrent en contact l’une de l’autre. La température dans la feuille barocline tend ainsi à s’égaliser pour former le début d’un système dépressionnaire. Ce creux barométrique se développe et se déplace pour se situer définitivement au sud–ouest du système.
Un creux barométrique d'altitude permettra ensuite à de l’advection d’air froid venant de la masse d'air polaire de s’éloigner légèrement du système dépressionnaire et au courant-jet d’accélérer en aval du creux. Une fois le front froid détaché du creux barométrique, une frontogénèse s’opère. Un front chaud naît ensuite au point d'inflexion avec le front froid. Arrivé à ce stade de développement, le système dépressionnaire atteint sa maturité. Ainsi, deux cœurs dépressionnaires dépendants l’un de l’autre se situent de part et d’autre du courant-jet d’altitude. Bien que séparés, ces deux dépressions ont leurs cadrants chauds situés de manière enchâssée.
Lors d’un système « normal », la masse d’air polaire rejoint le creux barométrique d’origine pour former une occlusion. Mais, il se peut néanmoins que le creux d’altitude ne se déplace pas ou, ayant une direction nord-ouest, donne une accélération continue du cœur du courant-jet. Dans ce cas, le temps de maturité est plus important que celui de la dépression suivant un cycle de vie « normal ».
L’occlusion et la dissipation se produisent quand l’éloignement du creux d’altitude réduit l’accélération du courant-jet. L’occlusion et la dissipation d’une dépression atmosphérique classique peut se réaliser de deux façons : l’éloignement du creux d’altitude permet une occlusion totale suivie d’une dissipation rapide ou le creux suivant une direction nord-ouest divise la zone d’accélération du courant-jet qui passe au-dessus des centres dépressionnaires dépendants. Dans ce dernier cas, une occlusion chaude a lieu séparément et se fait de manière progressive.